# Маслово (Никольский район)
Маслово — упразднённая деревня в Никольском районе Вологодской области России. На момент упразднения входила в состав Кумбисерского сельсовета.

## География
Урочище находится в юго-восточной части области, в подзоне южной тайги, в пределах возвышенности Северные Увалы, на левом берегу реки Большой Кумбисер, на расстоянии примерно 10 километров (по прямой) к северо-востоку от города Никольска, административного центра района.

### Климат
Климат характеризуется как умеренно континентальный. Среднегодовая температура воздуха — +3,6 °C. Средняя температура воздуха самого холодного месяца (января) — −13,8 °C, средняя температура самого тёплого (июля) — +16,8 °С. Продолжительность периода активной вегетации растений (со среднесуточной температурой воздуха выше 10 °C) составляет около 105—110 дней. Годовое количество атмосферных осадков составляет около 653 миллиметров, из которых большая часть выпадает в тёплый период. Устойчивый снежный покров держится в течение 165—168 дней.

## История
В советское время действовало отделение колхоза «Партизан». По состоянию на 1 января 1973 года входила в состав Кумбисерского сельсовета. Упразднена в 2000 году.